# 484 Pittsburghia
484 Pittsburghia este un asteroid din centura principală, descoperit pe 29 aprilie 1902, de Max Wolf.